# ألنيكو

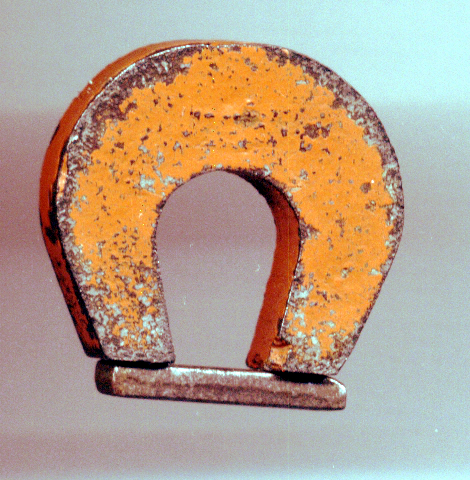
مغناطيس مصنوع من سبيكة ألنيكو

ألنيكو Alnico هو مصطلح يشير إلى مجموعة من السبائك التي تتركب بشكل أساسي من الحديد مع وجود نسب متفاوتة من الألومنيوم Al والنيكل Ni والكوبالت Co، ومن تلك العناصر يتكون اسم السبيكة.
يمكن لسبائك ألنيكو أن تحوي أيضاً على النحاس وأحياناً على التيتانيوم.
تتميز سبائك ألنيكو بأنها ذات مغناطيسية حديدية، وكانت تستخدم بشكل أساسي في تصنيع المغانط الدائمة قبل أن تطوير مغناطيس العناصر الأرضية النادرة (rare-earth magnet). يطلق على سبائك ألنيكو أسماء تجارية مختلفة مثل ألني Alni أو ألكوماكس Alcomax أو هايكوماكس Hycomax أو كولوماكس Columax أو تيكونال Ticonal.